# Preston-next-Faversham
Preston – osada w Anglii, w Kent. Leży 13,5 km od miasta Canterbury, 26,2 km od miasta Maidstone i 72 km od Londynu. W 1891 roku civil parish liczyła 2374 mieszkańców. Preston jest wspomniana w Domesday Book (1086) jako Prestetone.